# Mesacturoides brevisquamatus
Mesacturoides brevisquamatus is een bidsprinkhaankreeftensoort uit de familie van de Takuidae. De wetenschappelijke naam van de soort is voor het eerst geldig gepubliceerd in 1875 door Paulson.